# Milan Dunović
Milan Dunović (Sarajevo, 1974.), bosanskohercegovački političar srpskog podrijetla, bivši potpredsjednik Federacije BiH.

## Životopis
Milan Dunović je rođen 1974. godine u Sarajevu. U rodnom gradu je završio o osnovnu školu, zatim Drugu gimnaziju, te diplomirao na Fakultetu za saobraćaj i komunikacije Sveučilišta u Sarajevu. Tijekom rata u Bosni i i Hercegovini rata aktivno je sudjelovao u obrani Sarajeva i Bosne i Hercegovine. Poslije rata se zaposlio u JP BH Pošta d.o.o. Sarajevo gdje je radio od 2002. do 2015. godine.
Godine 2013. postaje član stranke Demokratska fronta. U veljači 2015. godine imenovan je na dužnost potpredsjednika Federacije BiH iz reda srpskog naroda. Na toj dužnosti, bio je jedan od inicijatora podizanja spomen-obilježja na Kazanima i potpisnik je Deklaracije o zajedničkom jeziku, u kojoj se tvrdi da se u Hrvatskoj, Bosni i Hercegovini, Srbiji i Crnoj Gori govore nacionalne standardne varijante zajedničkog policentričnog standardnog jezika.

## Vanjske poveznice
- Milan Dunović: Biografija  Arhivirana inačica izvorne stranice od 31. listopada 2020. (Wayback Machine)